# Црква Свете Богородице у селу Доње Кормињане
Црква Свете Богородице у селу Доње Кормињане, насељеном месту на територији општине Косовска Каменица, на Косову и Метохији, представља непокретно културно добро као споменик културе.
Црква посвећена Светој Богородици је саграђена је крајем 18. или почетком 19. века, као скромна црква, укопана у земљу, а средином 19. века је проширена. Подигнута је као једнобродна грађевина украшена скромном фасадном декорацијом. Унутрашњи простор и царске двери осликао је Аврам Дичов из Дебра са својим помоћницима 1870. године.

## Основ за упис у регистар
Одлука о утврђивању цркве Св. Богородице за споменик културе , бр. 96 (Сл. гласник РС бр. 5 од 17. 2. 2000. г.) Закон о културним добрима (Сл. гласник РС бр. 71/94).